# Liste der Zuflüsse der Schwarzwälder Kinzig
Die Liste der Zuflüsse der Schwarzwälder Kinzig enthält die Nebenflüsse der 
93 km langen, im mittleren Schwarzwald bei Loßburg entstehenden Kinzig (Rhein).
Sie hat ein Einzugsgebiet von 1.406 km², wovon der größere Teil im Schwarzwald liegt. Hier nimmt sie auf ihrem anfänglichen Südsüdwestlauf an größeren Zuflüssen nacheinander die 20 km lange Kleine Kinzig auf, die ihre eigenen Oberlauflänge am Zusammenfluss fast erreicht, und die Schiltach, die diese dort mit fast 30 km sogar übertrifft. Anschließend zieht sie nach Westen und nimmt dabei die 29 km lange Gutach auf sowie die 31 km lange Wolf, auch Wolfach genannt. Bei Haslach kehrt sie sich für ihren Restlauf auf Nordwestkurs, auf diesem Abschnitt fließen ihr noch im Schwarzwald der sehr kurze Erlenbach zu, der aber mitsamt seinem großen Oberlauf Harmersbach 19 km Länge erreicht. Nach dem Austritt aus dem Mittelgebirge in die Oberrheinische Tiefebene bei Offenburg mündet fast nur noch ihr bedeutendster Zufluss überhaupt, nämlich die 57 km lange Schutter kurz vor der eigenen Mündung bei Kehl.
Schon im Bereich ihres Westlaufs, verstärkt dann auf ihrem Nordwestlauf im Schwarzwald, fließen parallel und nahe zur Kinzig oft künstliche Mühlgräben, zumeist dicht an der Kinzig neben deren Hochwasserdamm, die dann auch die Gewässer aus den Seitentälern aufnehmen, die deshalb erst weit talabwärts ihres ursprünglichen Mündungsortes die Kinzig speisen. In der flachen Oberrheinischen Tiefebene kommen Altarmreste neben dem Fluss hinzu, außerdem zweigen hier ein paar rechte Arme ab, die über andere Flusssysteme den aufnehmenden Rhein erreichen. Ähnliches gilt für den großen Nebenfluss Schutter, die in der Oberrheinebene ein paar entsprechend linke Abzweige hat, welche in westlicherem Lauf zum Rheinstrom ziehen.

## Diagramm der Zuflüsse der SchwarzwälderKinzig
Zuflüsse der Kinzig ab 10 km Länge

## Zuflusstabelle
| Zufluss                                | Seite  | Länge [km] | EZG [km²] | Restlauf [m] | Mündung Ort                                      | Mündungshöhe [m ü. NHN] | Quelle Ort                                                       | Quellhöhe [m ü. NHN] | Bemerkung                                                                                              |
| -------------------------------------- | ------ | ---------- | --------- | ------------ | ------------------------------------------------ | ----------------------- | ---------------------------------------------------------------- | -------------------- | --- |
| Kinzig selbst                          | n. a.  | 93,303     | 1406,180  | n. a.        | Kehl-Auenheim                                    | 134                     | Loßburg, Sandwiese im Vogteiwald                                 | 755                  | mit ca. 1,3 km Oberlauf über Kinzigursprung                                                            |
|                                        |        |            |           |              |                                                  |                         |                                                                  |                      | |
| Zulauf durch Schlucht Brunnenteich     | rechts | 0,566      |           | 90.093       | gegenüber Loßburg, Gutenbergstraße               | 578                     | Loßburg-Büchenberg, Neuäcker                                     | 682                  | |
| Leimbach                               | links  | 1,094      |           | 89.664       | Bahnunterführung B 294 S Loßburg                 | 557                     | Loßburg, Bärenwäldle                                             | 660                  | |
| Lohmühlebach                           | rechts | 5,097      | 8,794     | 88.291       | Alpirsbach, Obere Mühle                          | 515                     | Loßburg-Vordersteinwald                                          | 778                  | wenig länger als Kinzig                                                                                |
| Gehrnbach                              | links  | 1,614      |           | 87.944       | Alpirsbach, Kanal der Mittleren Mühle            | 512                     | Waldrand O Loßburg-Innerer Vogelsberg                            | 620                  | kurz zuvor Gräblesbach-Zufluss                                                                         |
| Huttenbach                             | rechts | 1,18       |           | 86.458       | Alpirsbach-Metzgerbauernhof                      | 495                     | Schlucht W Loßburg-Hardthöfle                                    | 623                  | |
| Buchbach                               | rechts | 1,037      |           | 85.722       | Alpirsbach-Vogtsmichelhof                        | 485                     | W Sporn Schlössle                                                | 600                  | |
| Hänslesbauernbach                      | rechts | 1,579      |           | 84.599       | Alpirsbach-Hänslesbauernhof                      | 475                     |                                                                  | 630                  | |
| Grundbach                              | rechts | 0,701      |           | 83.656       | Alpirsbach, Sanatorium Grezenbühl                | 465                     |                                                                  | 590                  | |
| Aischbach                              | links  | 6,642      | 12,569    | 81.711       | Alpirsbach, Aischbachstraße                      | 438                     | Loßburg, NO Birkhof                                              | 670                  | mit Oberlauf Grünenbächle                                                                              |
| Alpirsbächle                           | rechts | 2,679      |           | 80.663       | Alpirsbach, Saggasse                             | 426                     | Alpb., Glaswald, N Karlsquelle                                   | 587                  | |
| Krähenbadbächle                        | rechts | 1,566      |           | 80.275       | Alpirsbach, uh. Schießhausstraße                 | 422                     | Alpb., Kohlwald                                                  | 600                  | |
| Ehnisbach                              | rechts | 1,198      |           | 79.894       | Anfang Alpirsbach-Rötenbach                      | 421                     | W Rötenbach am Renkensteig                                       | 550                  | |
| Rötenbach                              | links  | 8,407      | 17,968    | 78.794       | Alpirsbach-Rötenbach, Adelsberger Weg            | 415                     | W Aichhalden-Silberbühl und -Etzenhalden                         | 687                  | |
| Teufelküchebach                        | links  | 2,003      |           | 77.828       | uh. Kläranlage S Alpirsbach                      | 396                     | W von Aichhalden-Schwanenmoos                                    | 655                  | |
| Nollenbach                             | rechts | 1,836      |           | 77.279       | Dais-Bahntunnel bei Bad Rippoldsau-Schapbach-Tös | 383                     | SO-Hang Nollenberg                                               | 634                  | |
| Bechbach                               | links  | 1,331      |           | 77.016       | Dais-Bahntunnel bei Bad Rippoldsau-Schapbach-Tös | 377                     | S Schenkenzell-Fräulinsberg                                      | 570                  | |
| Kirnbächle                             | links  | 3,091      |           | 76.691       | Stocktunnel E Schenkenzell-Im Löchle             | 370                     | Aichhalden-Etzenbühl                                             | 684                  | |
| Stockmühlebach                         | rechts | 1,051      |           | 76.035       | ggü. Schenkenzell-Im Löchle                      | 365                     | W Schenkenzell-Gelbeckle unterm Staufenkopf                      | 508                  | |
| Kleine Kinzig                          | rechts | 20,236     | 62,939    | 75.228       | Schenkenzell, Eisenbahnbrücke                    | 350                     | N Freudenstadt-Oberer Zwieselberg im Kasernenwald                | 829                  | Länger als Kinzig, ⅕ weniger EZG. OL Talsperre Kleine Kinzig (53,3 ha)                                 |
| Tannengrundbach                        | links  | 0,673      |           | 74.725       | Brücke am Dorfende Schenkenzell                  | 345                     | Bei der Tanne SO Sz.-Tannenhof                                   | 490                  | |
| Kaibach                                | links  | 3,504      |           | 73.140       | Schenkenzell-Schlosshof                          | 335                     | W Sz.-Neuhaus                                                    | 605                  | Oberlauf Kaibenbach                                                                                    |
| Reinhardsbächle                        | links  | 2,049      |           | 71.455       | Schiltach, Sportplatzsteg                        | 325                     | Schi.-Auf der Steig                                              | 571                  | Unterlauf verlegt                                                                                      |
| Kuhbach                                | rechts | 3,67       |           | 71.407       | Schiltach, ggü. O-Ende Auenstraße                | 325                     | Kohlbrunnen W Schenkenzell-Dürrhof                               | 673                  | Westknick der Kinzig                                                                                   |
| Schiltach                              | links  | 29,504     | 115,814   | 70.783       | Schiltach, Ortsmitte                             | 323                     | St. Georgen im Schwarzwald-Oberhof                               | 895                  | 7 km länger als OL Kinzig                                                                              |
| Tiefenbach                             | links  | 1,258      |           | 70.082       | ggü. Bahnhof Schiltach                           | 321                     | unter Sattelebene                                                | 500                  | |
| Heubach                                | rechts | 7,407      | 11,108    | 69.853       | Schiltach, Vor Heubach                           | 320                     | Wolfach, Hinter-Heubach                                          | 763                  | |
| Gumpenbächle                           | links  | 0,951      |           | 69.044       | Schiltach, Gumpenbächle                          | 315                     | Schiltach, Gumpen                                                | 555                  | |
| Dohlenbach/Dohlenbächle                | rechts | 2,239      |           | 68.581       | Wolfach, Vor Leubach                             | 310                     | Wolfach, Ober-Gebelehof                                          | 768                  | mit Dohlenbachwasserfall                                                                               |
| Eulersbach                             | links  | 4,351      |           | 68.072       | Schiltach, Vor Eulersbach                        | 305                     | Lauterbach, Grusenloch                                           | 770                  | |
| Sulzbächle                             | rechts | 5,943      | 7,551     | 67.070       | Schiltach, Vor Eulersbach                        | 300                     | Wolfach, Klausenhansenhof                                        | 689                  | |
| Vorderer Erdlinsbach                   | links  | 3,482      |           | 65.710       | Schiltach, Vor dem unteren Erdlinsbach           | 295                     | Wolfach, Moosenmättle                                            | 780                  | |
| Engelbach                              | links  | 1,831      |           | 64.367       | Wolfach, Dörfle                                  | 285                     | Scherenberg-Kamm                                                 | 695                  | |
| Ippichenbach                           | rechts | 3,913      | 4,63      | 62.968       | Wolfach, Klausenbauernhof                        | 275                     | Wolfach, Alexenhof                                               | 695                  | |
| Schiltersbach                          | links  | 2,009      |           | 62.746       | Wolfach, Erlenbauer                              | 270                     | Wolfach, Horbenhof                                               | 560                  | |
| Langenbach                             | rechts | 7,452      | 11,932    | 61.591       | Wolfach, Vor Langenbach                          | 265                     | Wolfach, Holzlege N Staufenkopf                                  | 695                  | |
| Vogtsbächle                            | links  | 1,124      |           | 61.397       | ggü. Sportplatz                                  | 265                     | N Riegelsberg                                                    | 577                  | |
| Wolf oder Wolfach                      | rechts | 30,833     | 129,612   | 59.853       | Wolfach, Herrlinsbachweg                         | 260                     | Bad Rippoldsau-Schapbach, Bei der Schanz (Alexanderschanze)      | 957                  | |
| Herrlinsbach                           | rechts | 2,292      |           | 59.672       | Wolfach, Hapbachweg                              | 260                     | Gichtenloch NW Oberwolfach-Rumeshof                              | 580                  | |
| Schmittegrundbächle                    | links  | 0,792      |           | 57.950       | Wolfach-Vor Kirnbach, in Mühlkanal Galgengrün    | 255                     | NO Wolfach-Schmittehof                                           | 353                  | Restlauf geschätzt                                                                                     |
| Kirnbach                               | links  | 8,082      | 16,946    | 57.302       | Wolfach-Schmittehof                              | 250                     | Schiltach-Moosenmättle                                           | 770                  | |
| Gutach                                 | links  | 29,337     | 161,544   | 55.758       | Gutach (Schwarzwaldbahn) (!), Breithauptshof     | 255                     | Schönwald im Schwarzwald, Gutenwald                              | 1001                 | |
| Breitenbach                            | rechts | 1,665      |           | 53.780       | Hausach, Schule                                  | 234                     | Hausach-Breitenbach                                              | 328                  | mündet in linksseitigen Kanal, Restlauf auf Kinzig übertragen                                          |
| Einbach                                | rechts | 7,839      | 15,086    | 53.208       | Hausach, Kinzigbrücke der Einbacher Straße       | 233                     | NO Steigleskopf                                                  | 718                  | |
| Hauserbach                             | links  | 5,313      |           | 51.400       | ggü. Turninger Wald                              | 226                     | W Farrenkopf                                                     | 565                  | |
| Sulzbach                               | links  | 1,71       |           | 50.596       | vor Steinbruch Hausach-Hechtsberg                | 225                     | Hausach, Schmiderbauernhof                                       | 380                  | |
| Fischerbach                            | rechts | 6,339      | 14,829    | 50.528       | ggü. Steinbruch Hausach-Hechtsberg               | 225                     | S Fischerbach-Nillhöfe                                           | 630                  | |
| Adlersbach                             | links  | 1,866      |           | 50.357       | nach Steinbruch Hausach-Hechtsberg               | 224                     | unterm Bannstein                                                 | 507                  | ab hier rechts Damm                                                                                    |
| Bach aus Gschweiloch                   | links  | 1,075      |           | 49.409       | ggü. Fischerbach-Eschau                          | 222                     | Ried O Urenkopf                                                  | 427                  | ab hier beidseits Damm                                                                                 |
| Eschbach                               | rechts | 1,802      |           | 48.840       | S Fischerbach                                    | 219                     | Eschgrund N Fischerbach                                          | 358                  | in rechte Ausleitung Weilergraben                                                                      |
| Ellengrundbächle                       | rechts | 0,646      |           | 47.300       | Fischerbach-Ellengrund                           | 215                     | Ellengrund N Ellengrund                                          | 365                  | in rechte Ausleitung Weilergraben                                                                      |
| Rückfluss Ausleitung Weilergraben      | rechts | 1,881      |           | 47.596       | Fischerbach-Ellengrund                           | 215                     | Abgang bei Fischerbach-Eschau                                    | 221                  | nimmt zwei vorige auf                                                                                  |
| Gewerbekanal nach Haslach              | links  | 2,475      |           | 46.773       | Haslach, Bahnhof                                 | 213                     | Abgang bei Fischerbach-Eschau                                    | 221                  | |
| Mühlenbach                             | links  | 9,396      | 54,876    | 46.493       | Haslach, W Bahnhof                               | 213                     | als Grundbächle W. Holzerkopf, Gem. Mühlenbach                   | 610                  | danach NW-Wende                                                                                        |
| Mühlbach (s. u.), 1. Rücklaufast       | rechts | 0,623      |           | 45.285       | Haslach-Bollenbach                               | 208                     | Abzweig bei Umspannwerk                                          |                      | |
| Auengraben                             | links  | 3,112      |           | 44,523       | Steinach, Steinbruch Artenberg                   | 206                     | N Steinköpfle                                                    | 370                  | sammelt Bach aus dem Stricker, Dochbach, Bocksbach                                                     |
| Mühlbach (s. o.), 2. Rücklaufast       | rechts | 0,109      |           | 44.250       | uh. Wehr am Steinbruch Artenberg                 | 205                     |                                                                  |                      | |
| Mühlbach                               | rechts | 3,36       |           | 43.355       | ggü. Steinach, Brücke B 33                       | 202                     | Schnellingen ggü. Bhf. Haslach                                   | 213                  | sammelt Archenbach, Landgraben, Bollenbacher Talbach                                                   |
| Mühlbach oder Welschensteinacher Bach  | links  | 10,476     | 24,855    | 42.467       | Steinach, Nordrand                               | 200                     | Schuttertal, Harmersbach-Kurihof                                 | 635                  | OL Harmersbächle, UL Mühlbach                                                                          |
| Seitengraben Lachener Grün             | links  | 2,767      |           | 40.023       | N Steinach-Lachen im Lachener Feld               | 193                     | Abzweig v. Welschensteinacher Bach a. d. Mündung                 | 200                  | geht links ab vom Welschensteinacher Bach, sammelt Oberbach und Unterbach                              |
| Entersbacher Dorfbach                  | rechts | 6,764      | 10,073    | 39.205       | S Biberach                                       | 191                     | Zell am Harmersbach-Eckerhof                                     | 515                  | nimmt zuletzt den Wässergraben Entersbacher Grün auf, der am Kraftwerk ggü. Steinach abgeht            |
| Erlenbach, OL Harmersbach              | rechts | 18,856     | 102,85    | 39.003       | S Biberach                                       | 191                     | Oberharmersbach, N Hahnenkopf                                    | 790                  | |
| Zollgraben                             | links  | 1,530      | 13,135    | 37.918       | ggü. Biberach                                    | 187                     | S Biberach, Abgang von der Kinzig kurz vor dem Erlenbach-Zufluss | 192                  | Nebenlauf, nimmt Prinzbach und Emersbach auf                                                           |
| Erzbach-Entlastung                     | links  | 0,69       |           | 36.033       | ggü. Biberach-Fröschbach                         | 184                     | Bifurkation d. Haubachs b. Biberach-Haubach                      |                      | |
| Mühlbach                               | rechts | 6,383      |           | 34.400       | Steinbruch Gengenbach-Schwaibach                 | 180                     | re. Abzweig d. Harmersbachs b. Papierfabrik Zell                 | 208                  | meist Nebengraben; Zulauf v. Bahngraben, Schönberger Bach                                              |
| Schelmenbach                           | rechts | 1,948      |           | 32.971       | NW Gengenbach-Bergach                            | 178                     | Schweigwald SO Bergach                                           | 355                  | |
| Haubach                                | links  | 7,596      | 12,725    | 32.907       | Kleinfeld                                        | 177                     | SO des Rauhkastens                                               | 480                  | lange Auenbach; Zulauf v. Rauhbächle, Fußbach, Hasenmattengraben, Schanzgraben                         |
| Dantersbach                            | rechts | 1,935      |           | 32.522       | Gengenbach-Dantersbach                           | 176                     | W Lieberkopf                                                     | 365                  | |
| Schwaibach                             | rechts | 3,053      | 2,355     | 32.112       | Gengenbach-Schwaibach                            | 174                     | S Hochkopf                                                       | 500                  | |
| Hüttersbächle                          | rechts | 3,714      | 3,215     | 31.100       | Gengenbach, Wohnplatz Einach                     | 173                     | N Katzenstein                                                    | 500                  | |
| Haigerach                              | rechts | 7,473      | 10,856    | 30.442       | Gengenbach, vor Kinzigbrücke                     | 172                     | SW Siedigkopf                                                    | 545                  | |
| Rückfluss Seitengraben                 | links  | 3,877      |           | 29.082       | Gewerbegebiet O Berghaupten                      | 171                     | Kleinfeld ggü. Gengenbach-Dantersbach                            | 179                  | Zulauf v. Strohbach, Bermersbach                                                                       |
| Reichenbach, OL Mittelbach u. Moosbach | rechts | 9,018      | 18,896    | 27.600       | Kläranlage Gengenbach, Reichenbach               | 166                     | Moosbrunnen W Siedigkopf                                         | 650                  | Nimmt Gengenbacher Mühlbach wieder auf.                                                                |
| Berghauptener Dorfbach, OL Langenbach  | links  | 8,873      | 18,716    | 23.190       | N Offenburg-Elgersweier                          | 157                     | S Berghaupten-Obertal                                            | 360                  | ab Berghaupten Seitengraben. Nimmt den Offenburg-Zunsweier Bachgraben auf.                             |
| Ohlsbach                               | rechts | 8,575      | 13,125    | 23.171       | W Ortenberg, fast ggü. dem vorigen               | 157                     | Seeauslauf NO Ohlsbach-Hinterohlsbach                            | 357                  | auf Karte mit 700 m mehr OL. Nach Ohlsbach Seitengraben.                                               |
| Flutgraben (Kinzig)                    | links  | 5,489      |           | 18.766       | Offenburg, Brücke Otto-Hahn-Straße               | 148                     | Offenburg-Elgersweier, Ortsmitte                                 | 158                  | Auen-Seitengraben; Zulauf b. Gifizsee (21,2756 ha) v. Graben Im Böschmättle                            |
| Flutgraben                             | links  | 3,267      |           | 14.951       | a. Brücke v. Offenburg-Griesheim ggü.            | 145                     | bei Offenburg-Waltersweiher                                      | 147                  | durchweg Seitengraben; Zulauf Graben Obere Matten, Abgang Gregorigraben                                |
| Abgang Münstergraben                   | links  | 4,229      |           | 14.300       | n/a                                              | n/a                     | ggü. Kläranlage Offenburg                                        | 144                  | Stationierung abgemessen                                                                               |
| Offenburger Mühlbach                   | rechts | 9,559      | 16,655    | 13.163       | beim Griesheimer Baggersee                       | 143                     | Abgang n. rechts a. Wehr W Ortenberg                             | 156                  | durchwegs Seitengraben; Zulauf d. längeren Uhlbach, Talbächle auf u. Abfluss d. Griesheimer Baggersees |
| Abgang d. Rinnbachs, hier Rözgraben    | rechts | 15,339     |           | 12.100       | n/a                                              | n/a                     | Willstätt                                                        | 143                  | z. Rhein-Zufluss Mühlbach                                                                              |
| Alte Kinzig (Willstätt)                | rechts | 1,599      |           | 10.594       | Willstätt, ggü. Kläranlage                       | 137                     | S Willstätt                                                      | 143                  | Schlinge durch Willstätt, m. Abgang d. Mühlbachs                                                       |
| Abgang Gießelbach                      | rechts | 13,901     |           | 6.300        | n/a                                              | n/a                     | Kehl-Neumühl, Brücke                                             | 137                  | z. Rhein-Zufluss Mühlbach                                                                              |
| Schutter                               | links  | 56,836     | 338,218   | 5.573        | Kehl                                             | 133                     | O Schuttertal-Schweighausen                                      | 686                  | |
| Alte-Schutter-Entlastung               | links  | 2,635      |           | 4.052        | Kehl                                             |                         | O Sundheim, geht rechts ab von Alter Schutter                    |                      | |

1. ↑  Nach LUBW-FG10 (Datensatzeinträge).
2. ↑  Mündung bis Kinzig-Mündung.
3. 1 2  Geschätzt nach einer nahen Höhenmarke am Ufer auf der Hintergrundkarte der LUBW-FG10.
4. 1 2 3 4 5 6 7 8 9 10 11 12 13 14 15 16 17 18 19 20 21 22 23 24 25 26 27 28 29 30 31 32 33 34 35 36 37 38 39 40 41 42 43 44 45 46 47 48 49 50 51 52 53 54 55 56 57 58 59 60 61 62 63 64 65 66 67 68 69 70 71 72 73 74 75 76 77 78 79 80 81 82 83 84 85 86 87 88 89 90 91 92 93 94 95 96 97 98 99 100 101 102 103 104 105 106 107 108 109 110 111 112 113 114 115 116 117 118 119 120 121 122 123 124 125 126 127 128 129 130 131 132 133 134 135 136 137 138 139 140 141 142 143 144 145 146 147 148 149 150 151 152 153  Geschätzt nach dem Höhenlinienbild auf der Hintergrundkarte der LUBW-FG10.
5. ↑  Texteintrag in Blau nahe der Mündung auf der Hintergrundkarte der LUBW-FG10 bei Maßstab etwas gröber als 1:10.000.
6. ↑  Texteintrag in Blau am Abgang auf der Hintergrundkarte der LUBW-FG10 bei Maßstab etwas gröber als 1:6.000.
7. ↑  Texteintrag in Blau nahe der Mündung auf der Hintergrundkarte der LUBW-FG10 bei Maßstab etwas gröber als 1:6.000.
8. 1 2  Texteintrag in Blau nahe am Abgang auf der Hintergrundkarte der LUBW-FG10 bei Maßstab etwas gröber als 1:6.000.